# Vittorio Parrinello
Vittorio Jahyn Parrinello (* 8. August 1983 in Piedimonte Matese) ist ein italienischer Boxer. Parrinello war Teilnehmer der Olympischen Spiele 2008 in Peking und 2012 in London im Bantamgewicht. Seit 2010 startet er für Rom in der World Series of Boxing.

## Amateurkarriere
Vittorio Parrinello gewann nach einer Halbfinalniederlage gegen Joseph Murray eine Bronzemedaille bei den EU-Meisterschaften 2006 in Ungarn. Bei den Europameisterschaften 2006 in Bulgarien schied er aber im Achtelfinale gegen Ali Alijew aus. 
Die EU-Meisterschaften 2007 in Irland beendete er nach einer erneuten Niederlage gegen Murray im Viertelfinale und startete bei den Weltmeisterschaften 2007 in Chicago. Dort besiegte er Nikoloz Izoria, schied aber dann gegen Enchbatyn Badar-Uugan aus.
Bei den europäischen Olympiaqualifikationsturnieren 2008 in Pescara und Athen besiegte er Artur Grigoryan, Dávid Oltványi, Hüseyin Dündar sowie Rudolf Dydi und verlor gegen Nikoloz Izoria und Ali Hallab. Er hatte sich damit knapp für die Olympischen Spiele 2008 in Peking qualifiziert, wo er im ersten Kampf gegen Worapoj Petchkoom verlor.
2009 gewann er die Goldmedaille bei den Mittelmeerspielen in Pescara, als er Wessam Salamana und Abdelhalim Ouradi geschlagen hatte. Er nahm auch an den Weltmeisterschaften 2009 in Mailand teil, scheiterte aber im ersten Kampf an Denis Makarov. Bei den Europameisterschaften 2010 in Russland unterlag er im Achtelfinale gegen Gamal Yafai.
2011 schied er bei den Europameisterschaften 2011 in der Türkei nur knapp im Viertelfinale mit 8:9 gegen Răzvan Andreiana aus und gewann eine Bronzemedaille bei den Militärweltspielen in Rio de Janeiro. Er war dabei im Halbfinale gegen Mohammed Ouadahi unterlegen. Bei den Weltmeisterschaften 2011 in Baku verlor er im Achtelfinale gegen Lázaro Álvarez, nachdem er zuvor Satoshi Shimizu besiegt hatte.
Bei den Olympischen Spielen 2012 in London bezwang er Jonas Matheus, unterlag dann aber knapp mit 9:11 gegen den späteren Olympiasieger Luke Campbell. 2013 nahm er noch an den Weltmeisterschaften in Almaty teil, wo er in der zweiten Vorrunde gegen Aram Awagjan ausschied.

## Profikarriere
Am 20. Juni 2014 bestritt er sein Profidebüt, gewann im August 2015 die italienische Meisterschaft im Superbantamgewicht gegen Daniele Limone und verteidigte den Titel im März 2016 gegen Luca Rigoldi.
Im Mai 2017 verlor er jedoch den Rückkampf gegen Rigoldi knapp nach Punkten und scheiterte im April 2018 durch TKO gegen Iuliano Gallo.